# 西都市立都於郡中学校
西都市立都於郡中学校（さいとしりつ とのこおりちゅうがっこう）は、宮崎県西都市大字岩爪にある公立の中学校。
2026年（令和8年）3月末をもって閉校し、西都市内中学校5校（妻・穂北・都於郡・三納・三財）の統合により、同年4月、妻地区に西都市立西都中学校が新設される予定である。

## 概要
歴史
1947年（昭和22年）の学制改革により、新制中学校として創立。現校名になったのは1958年（昭和33年）。2022年（令和4年）には創立75周年を迎えた。前述のように、西都市内の中学校5校の統合により、2026年（令和8年）3月末をもって閉校し、79年の歴史に幕を閉じる予定である。
校章
1962年（昭和37年）制定。中央に「中」の文字を配している。
校歌
1958年（昭和33年）制定。作詞は長嶺宏、作曲は海老原直による。歌詞は3番まであり、1番の歌詞中に「都於郡」、3番の歌詞中に「都於郡中」が登場する。1番の歌詞中には天正遣欧少年使節である伊東マンショが登場する。
通学区域
- 西都市立都於郡小学校区[2]。

## 沿革
- 1947年（昭和22年）
  - 4月30日 - 学制改革（六・三制の実施）により、学校設立が認可される。初代校長に井上文雄が就任（旧制・宮崎県立高鍋中学校からの転任）。
  - 5月8日 - 新制中学校「都於郡村立都於郡中学校」が開校。開校式および入学式を挙行。生徒数266名（男子139、女子127）。
  - 9月 - 父母と先生の会が発足。
- 1948年（昭和23年）
  - 3月31日 - 青年学校が廃止される。
  - 5月 - 旧兵舎を利用し、校舎が完成。
- 1955年（昭和30年）4月 - 新校舎（3教室）が完成。
- 1957年（昭和32年）3月 - 新校舎（9教室）が完成。
- 1958年（昭和33年）
  - 4月1日 - 西都町への編入により、「西都町立都於郡中学校」に改称。
  - 5月8日 - 校歌を制定。
  - 11月1日 - 市制施行に伴い、「西都市立都於郡中学校」（現校名）に改称。
- 1960年（昭和35年）3月 - 鉄筋2階建て新校舎（4教室）が完成。
- 1962年（昭和37年）
  - 3月 - 屋内運動場が完成。
  - 9月 - 校章を制定。
- 1963年（昭和38年）10月 - ミルク給食を開始。
- 1967年（昭和42年）5月 - 都於郡小学校長園分校の廃止に伴い、分校校舎を移築の上、家庭科室・保健室・相談室が完成。
- 1968年（昭和43年）5月 - 特殊学級「群竹」を開級。
- 1971年（昭和46年）2月 - 第Ⅰ期防音校舎が完成。
- 1973年（昭和48年）3月 - 第Ⅱ期防音校舎が完成。
- 1975年（昭和50年）2月 - プールが完成。
- 1976年（昭和51年）7月 - 自転車通生のヘルメット着用を決定。
- 1977年（昭和52年）2月 - 伊東マンショのレリーフ像を玄関に設置（当時の在職教諭による作品）。体育部室が完成。
- 1986年（昭和61年）
  - 4月 - 完全給食を開始。
  - 12月 - 新体育館が完成。
- 1988年（昭和63年）10月 - 緑陰教室・教育相談室が完成。
- 1989年（平成元年）3月 - コンピュータを導入。
- 1990年（平成2年）2月 - 第1回立志式（2年生）を実施。
- 1994年（平成6年）6月 - 野球部の雨天練習ハウスが完成。
- 1997年（平成9年）11月 - 創立50周年記念式典を挙行。
- 2015年（平成27年）1月 - 校舎の耐震補強工事が完了。
- 2026年（令和8年）3月31日 - 西都市立西都中学校への統合により、閉校（予定）[1]。

## 交通
最寄りのバス停留所
- 西都市コミュニティバス・デマンド型乗合タクシー「都於郡中学校」停留所

最寄りの幹線道路
- 宮崎県道18号荒武新富線
- 宮崎県道325号福王寺佐土原線

## 周辺
- 西都市立都於郡保育所
- 都於郡児童クラブ
- 都於郡地区館（公民館）
- 西都市立都於郡小学校
- 西都警察署都於郡警察官駐在所
- 都於郡郵便局
- JAみやざき 都於郡支所
- 都於郡村古墳
- 中尾城跡
- 南ノ城跡
- 都於郡城跡

## 参考資料
- 「西都市史. 通史編 下巻」（2016年（平成28年）3月, 西都市）